# Haematopota knekidis
Haematopota knekidis är en tvåvingeart som beskrevs av Stone och Philip 1974. Haematopota knekidis ingår i släktet Haematopota och familjen bromsar.
Artens utbredningsområde är Myanmar. Inga underarter finns listade i Catalogue of Life.